# Alex Silva
Alex Silva, właśc. Alex Sandro da Silva (ur. 10 marca 1985 w Amparo) – brazylijski piłkarz grający na pozycji środkowego obrońcy. Jest młodszym bratem Luisão.

## Kariera klubowa
Karierę piłkarską Alex Silva rozpoczął w klubie Associação Atlética Ponte Preta z miasta Campinas. Występował w juniorskim zespole, ale nie przebił się do pierwszego składu i w 2003 roku odszedł do Esporte Clube Vitória z miasta Salvador. W jego też barwach zadebiutował w lidze brazylijskiej. Zarówno w 2003, jak i 2004 roku wywalczył mistrzostwo stanu Bahia. W 2005 roku odszedł do Stade Rennais.
W 2006 roku Alex Silva powrócił do pierwszej ligi Brazylii, gdy został zawodnikiem São Paulo Futebol Clube. 14 października w wygranym 5:0 meczu z EC Juventude zdobył swojego pierwszego gola w rozgrywkach ligowych. Stał się podstawowym zawodnikiem São Paulo i już w swoim pierwszym sezonie wywalczył mistrzostwo Brazylii. Rok później, czyli w 2007 roku, powtórzył to osiągnięcie. W sierpniu 2008 podpisał 5 letnią umowę z niemieckim Hamburger SV.
W 2011 w letnim okienku transferowym Silva wrócił do Brazylii do zespołu CR Flamengo
| Sezon   | Klub          | Kraj     | Rozgrywki             | Mecze | Bramki | Rozgrywki Europy | Mecze | Bramki |
| ------- | ------------- | -------- | --------------------- | ----- | ------ | ---------------- | ----- | ------ |
| 2003/04 | EC Vitória    | Brazylia | Série A               | 7     | 0      | -                | -     | -      |
| 2004/05 | EC Vitória    | Brazylia | Série A               | 28    | 0      | -                | -     | -      |
| 2005    | Stade Rennais | Francja  | Ligue 1               | 0     | 0      | -                | -     | -      |
| 2005    | EC Vitória    | Brazylia | Campeonato Paranaense | ?     | ?      | -                | -     | -      |
| 2006/07 | São Paulo FC  | Brazylia | Série A               | 17    | 3      | -                | -     | -      |
| 2007/08 | São Paulo FC  | Brazylia | Série A               | 18    | 2      | -                | -     | -      |
| 2008/09 | São Paulo FC  | Brazylia | Série A               | 9     | 0      | -                | -     | -      |
| 2008/09 | Hamburger SV  | Niemcy   | Bundesliga            | 17    | 0      | Liga Europy UEFA | 9     | 1      |
| 2009/10 | Hamburger SV  | Niemcy   | Bundesliga            | 0     | 0      | -                | -     | -      |
| 2010    | São Paulo FC  | Brazylia | Série A               | 21    | 0      | -                | -     | -      |
| 2011    | CR Flamengo   | Brazylia | Série A               | 17    | 0      | -                | -     | -      |
| 2012    | Cruzeiro EC   | Brazylia | Série A               | 1     | 0      | -                | -     | -      |

Stan na: 26 grudnia 2012 r.

## Kariera reprezentacyjna
W reprezentacji Brazylii Alex Silva zadebiutował 4 lipca 2007 roku w wygranym 1:0 spotkaniu Copa América 2007 z Ekwadorem, gdy w 81. minucie zmienił Alexa. Z Brazylią zdobył wówczas mistrzostwo Ameryki Południowej. W 2008 roku selekcjoner kadry olimpijskiej Carlos Dunga powołał go na Igrzyska Olimpijskie w Pekinie, z których Alex przywiózł brązowy medal za 3. miejsce.